# Marcin Kazimierz Kątski
Marcin Kazimierz Kątski  herbu Brochwicz (ur. w 1636 roku – zm. III/IV 1710 roku w Kamieńcu Podolskim) – kasztelan krakowski w latach 1706–1710, wojewoda krakowski w latach 1702–1706, wojewoda kijowski w latach 1684–1702, kasztelan lwowski w latach 1679–1684, wielkorządca krakowski od 24 czerwca 1679 roku do 24 czerwca 1680 roku, stolnik przemyski w latach 1665–1668, podstoli przemyski w latach 1658–1662, podstoli kamieniecki w 1658 roku, chorąży wendeński w 1657 roku, generał artylerii koronnej w latach 1665–1710, starosta przemyski w latach 1668-1678, starosta kamieniecki w latach 1676–1710, starosta latyczowski w latach 1679–1699, starosta marienhauski w latach 1687–1710, starosta urzędowski w latach 1702–1710, starosta baliński w latach 1701–1710, starosta dźwinogrodzki w 1705 roku, dworzanin królewski w latach 1657–1658, sędzia kapturowy ziemi przemyskiej w 1673 roku.

## Życiorys
Syn Wojciecha i Anny ze Stogniewów. Studiował w Akademii Krakowskiej i w Paryżu. Na koszt Jana Kazimierza w latach 1653–1657 poznawał sztukę wojenną we Francji, służąc w wojsku francuskim pod rozkazami Kondeusza, a także w Niderlandach.
W latach 1663–1664, będąc podpułkownikiem piechoty, brał udział w zadnieprzańskiej wyprawie króla Jana Kazimierza, gdzie odznaczył się podczas oblężenia Głuchowa oraz w bitwie pod Nowogrodem Siewierskim. W 1666 roku został pułkownikiem artylerii, a w 1667 – generałem artylerii koronnej, mając zaledwie 32 lata. W 1669 roku w obronie własnej zabił w pojedynku starostę krośnieńskiego Karola Fredrę. Był elektorem Michała Korybuta Wiśniowieckiego z ziemi przemyskiej w 1669 roku. Elektor Jana III Sobieskiego z województwa ruskiego w 1674 roku, podpisał jego pacta conventa. Był marszałkiem sejmików województwa ruskiego w 1675 i 1676 roku. Poseł sejmiku wiszeńskiego województwa ruskiego z ziemi przemyskiej na sejm koronacyjny 1676 roku.
Brał udział we wszystkich kampaniach Jana Sobieskiego, walnie przyczyniając się do jego sukcesów, m.in. pod Chocimiem, Żórawnem, Wiedniem i Parkanami. Jako jedyny dowódca artylerii z wojsk sprzymierzonych zdołał przeprowadzić 28 dział przez góry Lasu Wiedeńskiego i użyć ich w bitwie. W kampanii bukowińskiej z 1685 roku dowodził strażą tylną wojsk polskich, odpierając ogniem artylerii i piechoty ataki osmańskie. Brał udział w kolejnych wyprawach bukowińskich 1686 i 1691 roku.
Po zerwanym sejmie konwokacyjnym 1696 roku przystąpił 28 września 1696 roku do konfederacji generalnej. 5 lipca 1697 roku podpisał w Warszawie obwieszczenie do poparcia wolnej elekcji, które zwoływało szlachtę na zjazd w obronie naruszonych praw Rzeczypospolitej. Był uczestnikiem rokoszu łowickiego 1697 roku a wcześniej jednym z kandydatów do korony po śmierci Jana III Sobieskiego.
W służbie czynnej pozostawał jeszcze za czasów Augusta II Mocnego, odbierając w jego imieniu Kamieniec Podolski z rąk tureckich. Odznaczył się skutecznym działaniem artylerii w bitwie pod Kliszowem.
Oprócz funkcji generała artylerii koronnej sprawował następujące godności: podstolego podolskiego, stolnika przemyskiego, starosty przemyskiego, starosty podolskiego, kasztelana lwowskiego, wielkorządcy krakowskiego, wojewody kijowskiego, wojewody  krakowskiego oraz kasztelana krakowskiego.
Przyczynił się do rozwoju polskiej artylerii, dbał o rozwój twierdz oraz infrastruktury obronnej. W widłach Zbrucza i Dniestru wybudował sławny szaniec, a później twierdzę pod nazwą Okopy Świętej Trójcy.
W okresie międzywojennym był patronem Wołyńskiej Szkoły Podchorążych Rezerwy Artylerii we Włodzimierzu Wołyńskim. Obecnie jest patronem Szkoły Podstawowej w Kątach oraz 5 Lubuskiego Pułku Artylerii w Sulechowie.
Z małżeństwa z Urszulą z Denhoffów miał syna Jana Stanisława oraz córki, Teresę Zofię Potocką i Mariannę Potocką.